# 初音島II Plus Situation
《初音島II Plus Situation》是CIRCUS在2008年5月29日由角川書店代理發售的PS2遊戲，為PC遊戲《初音島II》的遊戲機版。2009年6月25日發售PS2廉價版《初音島II Plus Situation KADOKAWA THE BEST》CIRCUS（日語）。2008年12月26日發售18禁PC版《D.C.P.C.II 〜ダ・カーポII〜 プラスコミュニケーション》。2010年10月28日發售PSP版《D.C.I&II P.S.P. 〜ダ・カーポI&II〜 プラスシチュエーション ポータブル》。2013年1月25日由BD de ゲーム發售Blu-ray Players Game《D.C.～ダ・カーポ～ ブルーレイディスク特別版》。2013年4月25日PlayStation Stone發售數位下載版《D.C.I&II P.S.P. 〜ダ・カーポI&II〜 プラスシチュエーション ポータブル》。

## 與初音島II的不同處
- 增加可攻略角色。
- 增加新劇情和CG。
- 刪除H劇情，D.C.P.C.II則還原並追加新H劇情。
- 新的聲優陣容（電視動畫版的聲優）。
- 增加新的插入歌曲。

## 主題曲

### 片頭曲
- ダ・カーポII 〜あさきゆめみし君と〜

作詞/作曲：tororo、編曲：Angel Note、歌：yozuca*
- beautiful flower

作詞/作曲/編曲：宇佐美宏、歌：美郷あき
- Especially

作詞：くみはし佑、作曲/編曲：宇佐美宏、歌：橋本みゆき

### 插入曲
- Time will shine*

作詞：原口知己、作曲/編曲：稲田昌宏、歌：Alchemy+
- Cloudy

作詞：rino、作曲/編曲：末廣健一郎、歌：yozuca*
- Tomorrow's Way 〜アツイナミダ〜

作詞/作曲：rino、編曲：虹音、歌：橋本みゆき

### 片尾曲
- Spring has come

作詞/作曲：rino、編曲：大久保薫、歌：rino
- まぶしくてみえない

作詞/作曲：BABY FACE、編曲：鈴木マサキ、歌：yozuca*
- Little Distance

作詞：RUCCA、作曲：中野慎也、編曲：稲田昌宏、歌：桃田佳世子
- If... 〜I wish〜

作詞：RUCCA、作曲/編曲：宇佐美宏、歌：美郷あき
- 仰げば尊し

歌：風見学園全員
- 1sec.

作詞：ゆうまお、作曲/編曲：太田雅友 歌：瀬名
- ラブソングを君に

作詞：rino、作曲：虹音、編曲：安藤聖、歌：rino
- さよならの向こう側で*

作詞：ゆうまお、作曲：津上潤也、編曲：大久保薫、歌：美郷あき

## OVA
- D.C.I&II P.S.P. RE-ANIMATED

收錄在D.C.I&II P.S.P.白金包（プラチナパック）的贈品。劇情主要是將兩代的部分女主角的告白場景製成動畫。

## 外部連結
- CIRCUS（页面存档备份，存于）（日語）
- D.C.P.S.II（页面存档备份，存于）（日語）
- D.C.P.C.II（日語）
- D.C.I&II P.S.P.（页面存档备份，存于）（日語）
- D.C.P.C.II BD特別版（页面存档备份，存于）（日語）